# 六腑

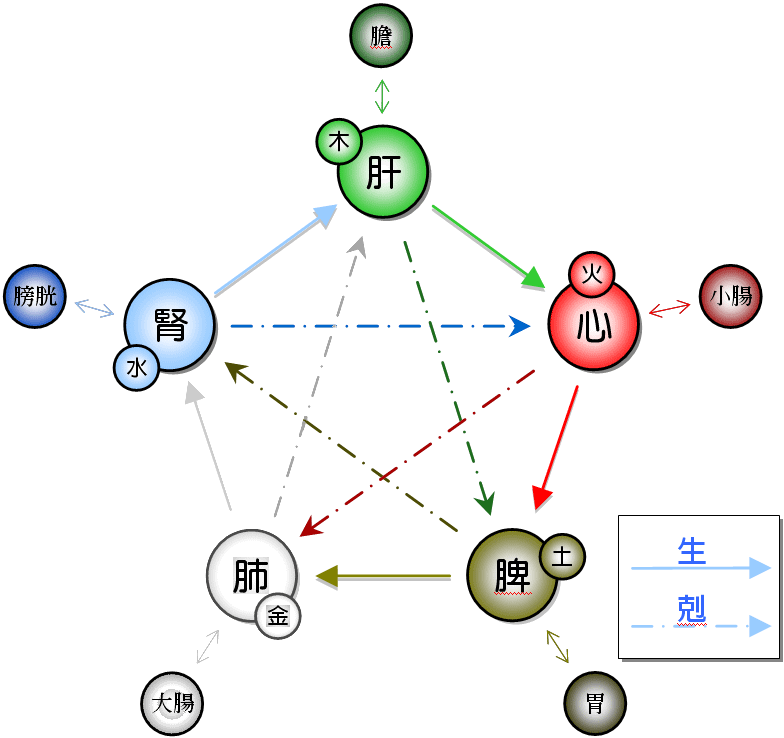
五臟六腑的生剋關係。

六府，又作六腑，中醫學術語，代表人身体中的六個器官：大腸、小腸、胃、膀胱、三焦、膽，與五臟互為表裏。

## 釋義
六府的起源很早，在《呂氏春秋》中就有提到。府的意思，是宮府，居室。因為它們流轉受納，所以稱之為府。一個說法，以大腸、小腸、胃、膀胱、三焦、膽為六府，這個說法被《黃帝內經》採納。另一個說法，則是以喉咽，取代三焦。
六府與五藏相對，五藏為陰，六府為陽；五藏為五行，六府為六情，即喜、怒、好、惡、哀、樂。
後人因其有身體的意思，幫它加上肉（月）字邊，成為六腑。
其功能主要與消化、排洩有關。

## 奇恆之府
腦、髓、骨、脈、膽、子宮（女子胞），統稱為「奇恆之腑」，由於它們功能似臟非臟，似腑非腑，形同於腑，其功能又似臟，故取此一統稱。

## 經絡
六腑對應經絡中的陽經，如足陽明胃經、手少陽三焦經等。